# حنا يانسن
حنا يانسن Hanna Jansen (ولدت في ديبهولتس في عام 1946) هي أديبة ألمانية, تميزت بالكتابة للأطفال.

## حياتها
نشأت في أوسنابروك, حيث تلقت تعليمها. وانتقلت في عام 1988 إلى زيجبورج, وعملت معلمة لفترة طويلة في كولونيا. ثم عملت بعد ذلك لمدة عشر سنوات في فريق تأليف في أحد دور النشر الكبيرة التي تنشر كتبا تعليمية, مما دفعها إلى كتابة أعمالها الأدبية الأولى.
وفي ربيع عام 2001 نشرت أولى رواياتها. وقد قامت مع زوجها راينهولت يانسن, الذي يعمل طبيبا للأطفال, بتبني 12 طفلا معظمهم من أفريفيا.

## أعمالها
- الصيف المسروق (رواية 2001)
- سأتزوج فيليكسا 2002
- سأرحل معك عبر آلاف التلال 2003
- الإنسان يبحث عن الإحساس 2004
- جريتا على السلم 2004